# 40. Infanterie-Brigade (Deutsches Kaiserreich)
Die 40. Infanterie-Brigade war ein Großverband der Herzoglich-Braunschweigischen Armee,  die 1867 durch die Verfassung des Norddeutschen Bundes in die Preußische Armee integriert wurde.

## Geschichte
Noch vor Beendigung des Deutschen Krieges, in dessen Verlauf das Herzogtum Braunschweig auf der Seite Preußens stand, wurde die 40. Infanterie-Brigade am 11. Oktober 1866 als Kontingent der Truppen des Norddeutschen Bundes aufgestellt und hatte ihren Standort bis zu ihrer Auflösung im Jahre 1919 in Braunschweig.
Von 1867 bis zum Kriegsende 1918  war sie ein Teil der 20. Division, die  dem X. Armee-Korps zugeordnet war.

### Untergeordnete Einheiten
- 1867

8. Westfälisches Infanterie-Regiment Nr.57, Infanterie-Regiment Nr.76, 4 Bataillone des Bundes-Contingents, Landwehr-Bataillon Celle
- 1868–1869

Infanterie-Regiment „Graf Barfuß“ (4. Westfälisches) Nr. 17, 2. Hannoversches Landwehr-Regiment Nr.77,  Herzoglich Braunschweigisches Infanterie-Regiment Nr. 92, Braunschweigisches Landwehr-Regiment Nr.92
- 1871–1889

4. Magdeburgisches Infanterie-Regiment Nr. 67, 2. Hannoversches Infanterie-Regiment Nr. 77, 2. Hannoversches Landwehr-Regiment Nr.77, Braunschweigisches Landwehr-Regiment Nr.92
- 1890–1914

2. Hannoversches Infanterie-Regiment Nr.77, Braunschweigisches Infanterie-Regiment Nr.92

### Untergeordnete Einheiten Kriegsgliederung am 2. August 1914
2. Hannoversches Infanterie-Regiment Nr.77 , Braunschweigisches Infanterie-Regiment Nr.92, Stab und 3. Eskadron Braunschweigisches Husaren-Regiment Nr.17

### Kriegsgliederung am 20. März 1918
2. Hannoversches Infanterie-Regiment Nr.77, Infanterie-Regiment „von Voigts-Rhetz“ (3. Hannoversches) Nr. 79,
Braunschweigisches Infanterie-Regiment Nr.92, Maschinengewehr-Scharfschützen-Abteilung Nr.32, 5. Eskadron Braunschweigisches Husaren-Regiment Nr.17

### Deutsch-Französischer Krieg
Im Deutsch-Französischen Krieg 1870/1871 war die 40. Infanterie-Brigade unter dem Befehl von Karl von Diringshofen eingesetzt.

### Erster Weltkrieg
Von 1867 bis zum Kriegsende 1918  war sie ein Teil der 20. Division, die  dem X. Armee-Korps zugeordnet war.
Mit der Mobilmachung am 2. August 1914 musste die Brigade das Infanterie-Brigade Ersatz Bataillon 40 aufstellen.
Zu den Kampfhandlungen, Gefechten und Schlachten siehe Gefechtskalender der 20. Division.

### Brigadekommandeure
| Name                                       | Datum                                    |
| ------------------------------------------ | ---------------------------------------- |
| Louis von Beeren                           | 30. Oktober 1866 bis 13. Juli 1870       |
| Karl von Diringshofen                      | 14. Juli 1870 bis 2. Dezember 1873       |
| Barnim von Zeuner                          | 3. Dezember 1873 bis 21. März 1880       |
| Edgar Albert Rudolf von Oppeln-Bronikowski | 22. März 1880 bis 29. August 1882        |
| Richard von Hilgers                        | 30. August 1882 bis 31. Mai 1885         |
| Ludwig von Sobbe                           | 1. Juni 1885 bis 9. August 1888          |
| Gustav von der Lancken                     | 10. August 1888 bis 15. Februar 1889     |
| Eugen von Vahlkampf                        | 16. Februar 1889 bis 17. Oktober 1891    |
| Florens von Heydwolff                      | 18. Oktober 1891 bis 24. März 1893       |
| Viktor von Usedom                          | 25. März 1893 bis 26. Januar 1897        |
| Hans Bauer von Bauern                      | 27. Januar 1897 bis 2. Juli 1899         |
| Karl von Ramdohr                           | 3. Juli 1899 bis 6. Juli 1901            |
| Arthur von Ferno                           | 7. Juli 1901 bis 3. Mai 1903             |
| Kurt von Pritzelwitz                       | 4. Mai 1903 bis 30. September 1907       |
| Paul von Gregory                           | 1. Oktober 1907 bis 19. März 1911        |
| Ernst von Einem                            | 20. März 1911 bis 9. August 1913         |
| Arthur von Lindequist                      | 10. August 1913 bis 15. September 1914   |
| Ferdinand von Stockhausen                  | 16. September 1914 bis 13. November 1914 |
| Max Joachim Heinrich von Hake              | 14. November 1914 bis 9. August 1915     |
| Arthur von Lüttwitz                        | 10. August 1915                          |
| Karl von Lewinski                          | 11. August 1915 bis 25. Mai 1916         |
| Konrad von Moltke                          | 26. Mai 1916 bis 8. November 1916        |
| Hans von Hammerstein-Gesmold               | 9. November 1916 bis 4. Januar 1917      |
| Hans Eggerß                                | 5. Januar 1917 bis 7. Februar 1919       |
| Erich von Warburg                          | 8. Februar 1919 bis 24. Juni 1919        |